# Рандег-Сар
Рандег-Сар (перс. رنده سر) — село в Ірані, у дегестані Хавік, у бахші Хавік, шагрестані Талеш остану Ґілян. У переписі 2006 року вказане як окремий населений пункт, але без відомостей про чисельність населення.

## Клімат
Середня річна температура становить 21,78°C, середня максимальна – 43,13°C, а середня мінімальна – -0,15°C. Середня річна кількість опадів – 63 мм.
| Клімат поселення                              | Клімат поселення | Клімат поселення | Клімат поселення | Клімат поселення | Клімат поселення | Клімат поселення | Клімат поселення | Клімат поселення | Клімат поселення | Клімат поселення | Клімат поселення | Клімат поселення | Клімат поселення |
| Показник                                      | Січ.             | Лют.             | Бер.             | Квіт.            | Трав.            | Черв.            | Лип.             | Серп.            | Вер.             | Жовт.            | Лист.            | Груд.            |                  |
| Середній максимум, °C                         | 15,10            | 18,25            | 24,00            | 31,11            | 36,68            | 40,86            | 43,13            | 41,01            | 35,90            | 30,21            | 22,20            | 17,46            |                  |
| Середня температура, °C                       | 7,49             | 10,62            | 16,38            | 23,50            | 29,04            | 33,24            | 35,00            | 32,86            | 27,76            | 22,10            | 14,08            | 9,31             |                  |
| Середній мінімум, °C                          | −0,15            | 3,01             | 8,77             | 15,85            | 21,42            | 25,60            | 26,86            | 24,72            | 19,62            | 13,95            | 5,94             | 1,18             |                  |
| Норма опадів, мм                              | 17               | 10               | 17               | 5                | 1                | 0                | 0                | 0                | 0                | 3                | 2                | 8                |                  |
| Середньомісячна швидкість вітру, м/с          | 2.18             | 2.72             | 2.77             | 3.06             | 3.48             | 4.58             | 4.66             | 4.72             | 3.50             | 2.40             | 2.08             | 1.94             |                  |
| Середньомісячна сонячна радіація, кДж/м²·день | 11004            | 13843            | 17385            | 20848            | 24644            | 25912            | 25467            | 24431            | 21653            | 17613            | 13299            | 10681            |                  |
| --------------------------------------------- | ---------------- | ---------------- | ---------------- | ---------------- | ---------------- | ---------------- | ---------------- | ---------------- | ---------------- | ---------------- | ---------------- | ---------------- | ---------------- |
| Джерело:                                      |                  |                  |                  |                  |                  |                  |                  |                  |                  |                  |                  |                  |                  |